# 최순영 (정치인)
최순영(崔順永, 1953년 9월 15일 ~  , 강원도 강릉시)은 대한민국의 정치인이다.
YH 무역에 여공으로 근무하면서 1979년 제4공화국 붕괴 직전 YH 노조가 야당인 신민당 당사를 점거해 농성하다가 사망자까지 발생했던 YH 사건에 참가했다. 이 사건으로 구속되었다가 10·26 사건으로 대통령 박정희가 사망한 뒤에 풀려났고, 이후 여성노동자, 환경, 자치 운동가로 일했다.
경기도 부천시 시의원을 두 차례 지냈고, 2000년부터 2004년까지는 민주노동당 부대표를 역임했다.
2004년 민주노동당 비례대표 국회의원에 당선되었다. 2008년 18대 총선에서는 부천시 원미구 을 지역구에 출마했으나 낙선했다. 같은해 7월, 민주노동당 최고위원에 당선되었다.

## 역대 선거 결과
|  | 37.45% |

|  | 25.73% |

|  | 13.03% |

|  | 9.00% |

## 가족 관계
- 배우자 : 황주석 (1950년 ~ 2007년 2월 14일)
  - 아들 : 황민재
    - 며느리 : 노미진